# Моди (письмо)
Моди (маратхи मोडी) — письменность, ранее применяемая для индийского языка маратхи. Была создана как более быстрое написание, по сравнению с более сложной деванагари. Это было достигнуто разрыванием некоторых букв, упрощением их; буквы получились более округлые, написание возможно без отрыва ручки от бумаги. Таким образом, моди можно рассматривать как скоропись для языка маратхи. Это письмо не показывает длину гласных и не обозначает слияния согласных, как это делает деванагари и некоторые другие индийские письменности.
Моди использовалось, а иногда используется и сейчас, для административных целей и в бизнесе. Письменностью для литературы маратхи всегда была деванагари, она применяется сегодня во всех сферах этого языка. Все печатные тексты на моди написаны от руки. Есть предложения по включению моди в юникод; считается, что это может помочь письменности возродиться и получить более широкое применение.